# Cettina (fiume)

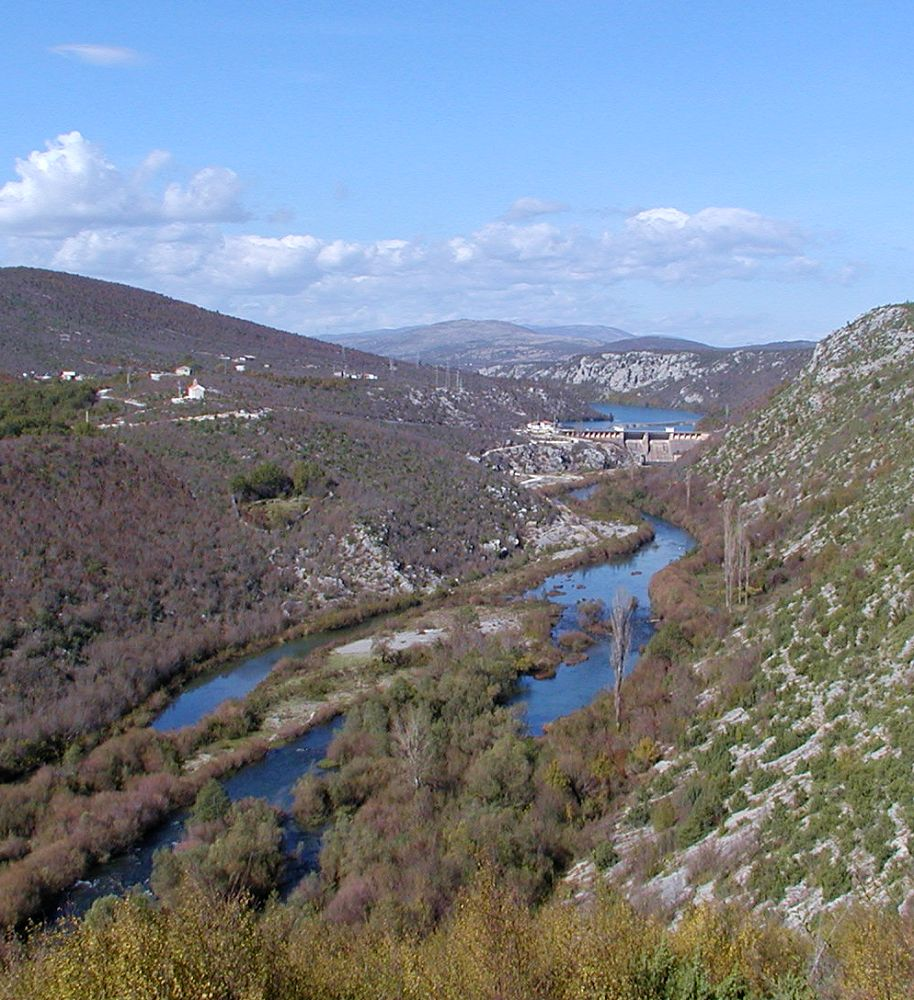
Una diga.

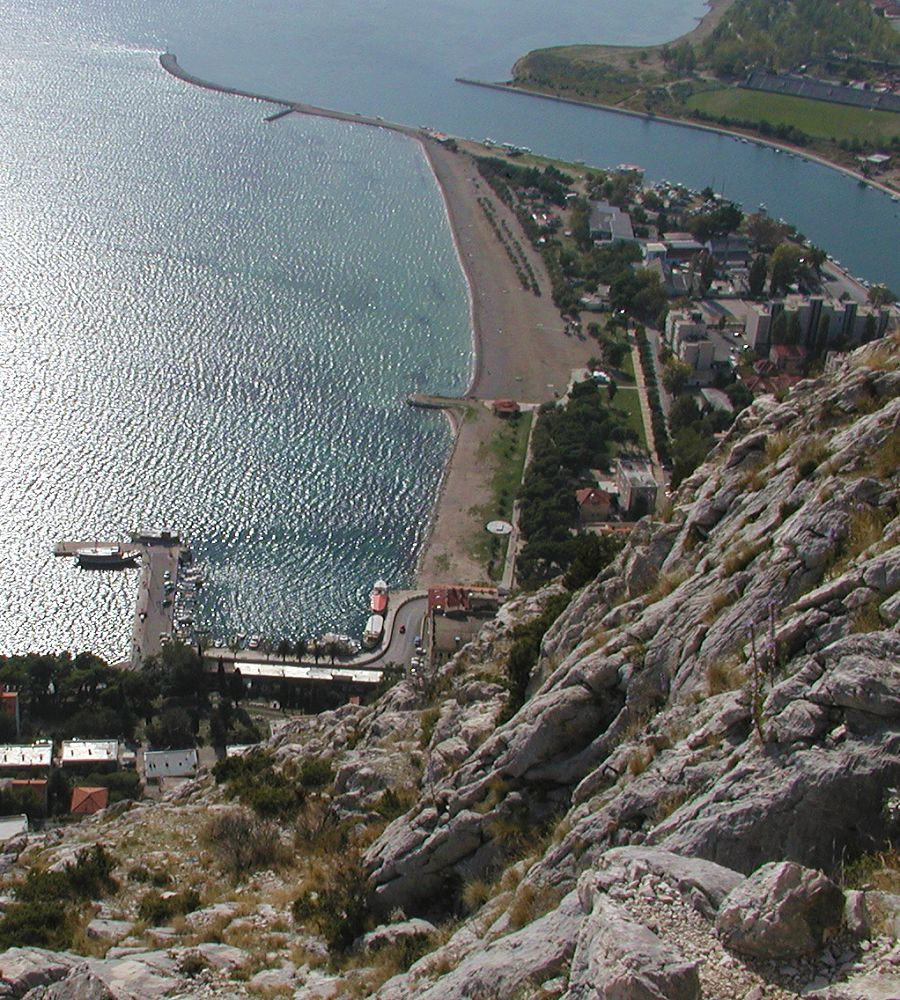
Foce della Cettina da Almissa.

La Cèttina (in croato Cetina) è un fiume della Croazia meridionale. Ha una lunghezza totale di 105 km, il suo bacino è vasto 3.700 km², sorge all'altezza di 385 m e sfocia nel mar Adriatico.

## Geografia e geologia
La Cettina sorge alle pendici nordoccidentali del monte Dinara. Dopo aver attraversato una gola a Milasevo, vicino ad un piccolo paese chiamato Cettina, a 7 km a nord di Verlicca, scorre lontano dall'Adriatico per 105 km. L'ultima risorgiva del Monte Dinara ha una forma a bulbo oculare unica, che si vede perfettamente dalle colline che circondano la laguna, che le ha dato il soprannome di "occhio della Terra".
Sebbene a prima vista sembri superficiale, è un'illusione ottica. Oggi la profondità esatta è ancora sconosciuta: gli speleosub che hanno partecipato a varie spedizioni hanno raggiunto circa 115 metri di profondità, ma non hanno potuto avanzare ulteriormente.
Vicino Verlicca confluisce in un grande lago artificiale, detto Lago Peruča, che fu creato con la costruzione di una diga. La Cettina passa poi nella parte inferiore dei piani carsici di Signo, vicino l'omonima città. Dopodiché si dirige verso est, attraverso la città di Treglia, per poi tornare di nuovo ad ovest attorno al monte monte Aureo (Mosor), ed infine sfocia nell'Adriatico dividendo in due la cittadina di Almissa.
L'ultimo tratto della Cettina a causa dell'elevato dislivello è stato usato per costruire diverse centrali idroelettriche. Le sue acque sono inoltre imbottigliate alla sorgente con il marchio di Cettina.
Il bacino imbrifero è grande circa 12.000 km² e la portata annuale è di circa 105 m³/s, come conseguenza di una piovosità annuale di 1380mm.
La parte orientale della sua valle è compresa nelle Alpi Dinariche, che raggiungono un'altitudine di 2000 m, e a nord-ovest lambisce il monte Svilaja, così la maggior parte delle acque raccolte proviene da suoli calcarei del Cretacico. Nel bacino della Cettina sono anche presenti rocce del Triassico e del Giurassico che emergono sporadicamente in dolomie e flysch. Il substrato carsico deforma tutto il sistema montuoso con una serie di depressioni più o meno simmetriche separate da piccole dorsali.

## Storia e archeologia
La valle del Cettina e i valichi presso Clissa hanno sempre ospitato importanti vie di comunicazioni mercantili fra la costa e la Dalmazia interna. Erano queste località strategiche per il controllo dello sviluppo nei Balcani e per la gestione delle risorse commerciali di questa parte d'Europa.
I primi reperti storici che attestano l'importanza della località risalgono al Neolitico e testimoniano una presenza frequente dell'uomo nella valle. Nell'età del bronzo si sviluppò una cultura autoctona, definita la cultura di Cetina, vicina alle culture simili che si stavano sviluppando in tutto l'Adriatico. Alle pendici inferiori della valle della Cettina sono state rinvenute un'ampia quantità di necropoli con tombe a tumulo, in particolar modo attorno a Verlicca e Bajagić. Come in altre parti d'Europa, il fiume sembra essere il luogo attorno a cui si concentrano il più ampio numero di manufatti preistorici, in particolar modo alla confluenza del Cettina e del fiume Ruda a Treglia.
L'area fu poi occupata dai Dalmati, la cui importanza strategica è attestata dalla fondazione della fortezza dei legionari a Tilurium (Gardun), poco sopra l'attuale città di Treglia, a difesa dell'entrata della valle da sud e della città più importante della Dalmazia, Salona.
Durante il basso medioevo, le tracce toponomastiche inducono a pensare che la valle della Cettina e forse lo stesso fiume, fossero diventati il confine fra l'area di occupazione Slava e le ultime città romane dell'Adriatico orientale. L'area attorno a Signo probabilmente era un centro della nuova popolazione slava diventando poi anche il cuore del primo Stato croato.
Durante gli ultimi periodi l'area fu contesa e passò spesso sotto il governo di diversi poteri locali finché non fu conquistata definitivamente dai Turchi ottomani nel XVI secolo. Divenne poi una frontiera fra l'impero ottomano e la Repubblica di Venezia.